# Psaliodes siennata
Psaliodes siennata là một loài bướm đêm trong họ Geometridae.